# Tonalizmus
A tonalizmus művészeti irányzat volt, mely az 1880-as években alakult ki az amerikai tájképfestők körében. Festményeik színkezelését a lágy vonalak, tompa tónusok jellemezték, műveikkel olyan atmoszférát igyekeztek megteremteni, amely a belső béke vagy elmélkedés érzetét keltette.

## Története
Az 1880 és 1915 közötti festményeikre az 1890-es évek végén kezdték a műkritikusok a „tonalista” kifejezést használni.  A stílus vezető egyéniségei közé tartozott George Inness és James McNeill Whistler.
Néha a francia tájképfestő irányzat, a barbizoni iskola hatására született amerikai tájképfestészetnek is tekintik a tonalizmust. Az irányzatot az impresszionizmus és az európai modernizmus megjelenése szorította háttérbe.

## Művészek
| - Willis Seaver Adams - Joseph Allworthy - Edward Mitchell Bannister (1828–1901) - Clarice Beckett - Ralph Albert Blakelock (1847–1919) - Emanuele Cavalli - Jean-Charles Cazin - Colin Colahan - Paul Cornoyer - Bruce Crane - Leon Dabo (1864–1960) - Elliott Daingerfield - Angel De Cora - Charles Melville Dewey - Thomas Dewing | - Charles Warren Eaton (1857–1937) - Henry Farrer - Edith Loring Getchell - Percy Gray (1869–1952) - L. Birge Harrison (1854–1929) - Arthur Hoeber - George Inness (1825–1894) - William Keith (1838–1911) - Percy Leason - Xavier Martinez (1869–1943) - Arthur Frank Mathews (1860–1945) | - Max Meldrum - Robert Crannell Minor - John Francis Murphy - Frank Nuderscher - Fausto Pirandello - Henry Ward Ranger (1858–1916) - Granville Redmond (1871–1935) - Albert Pinkham Ryder (1847–1917) - William Sartain - Edward Steichen - Dwight William Tryon (1849–1925) - John Twachtman (1853–1902) - Clark Greenwood Voorhees - James McNeill Whistler (1834–1903) - Alexander Helwig Wyant - Raymond Dabb Yelland |

## Képgaléria

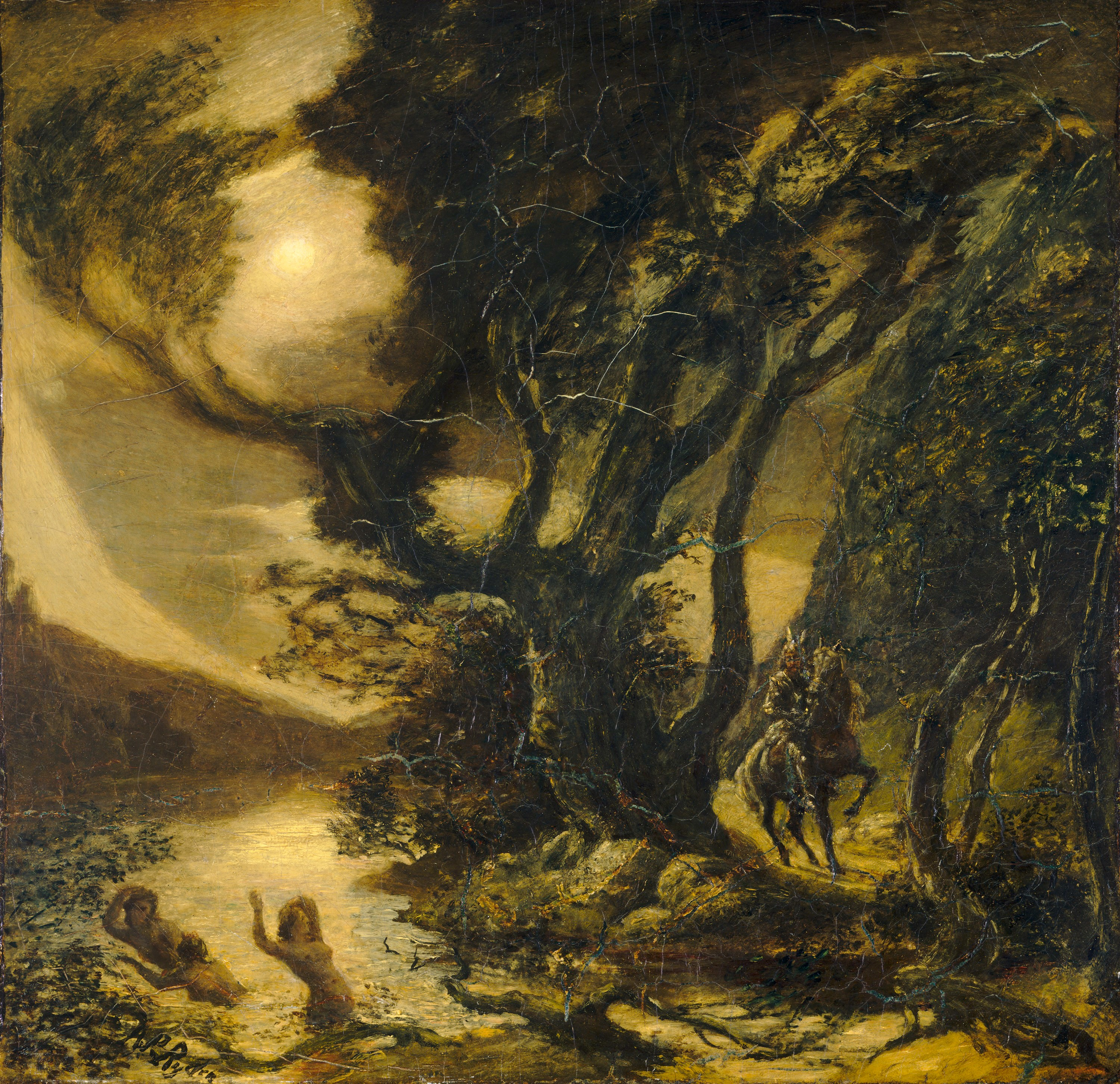
Albert Pinkham Ryder: Siegfried és a Rajna lányai (1888 - 1891); National Gallery of Art, Washington, DC
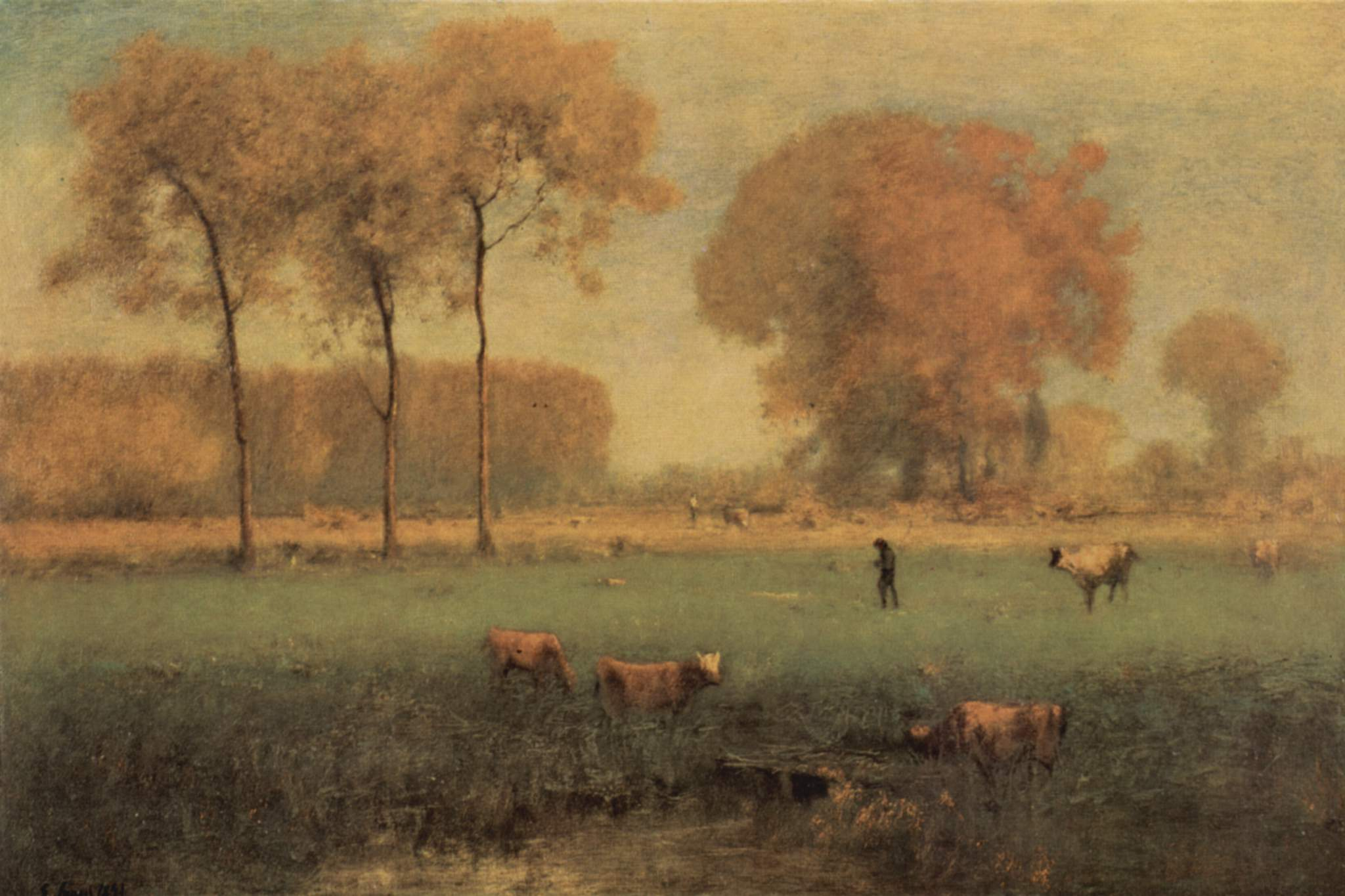
George Inness: Nyári tájkép, 1894
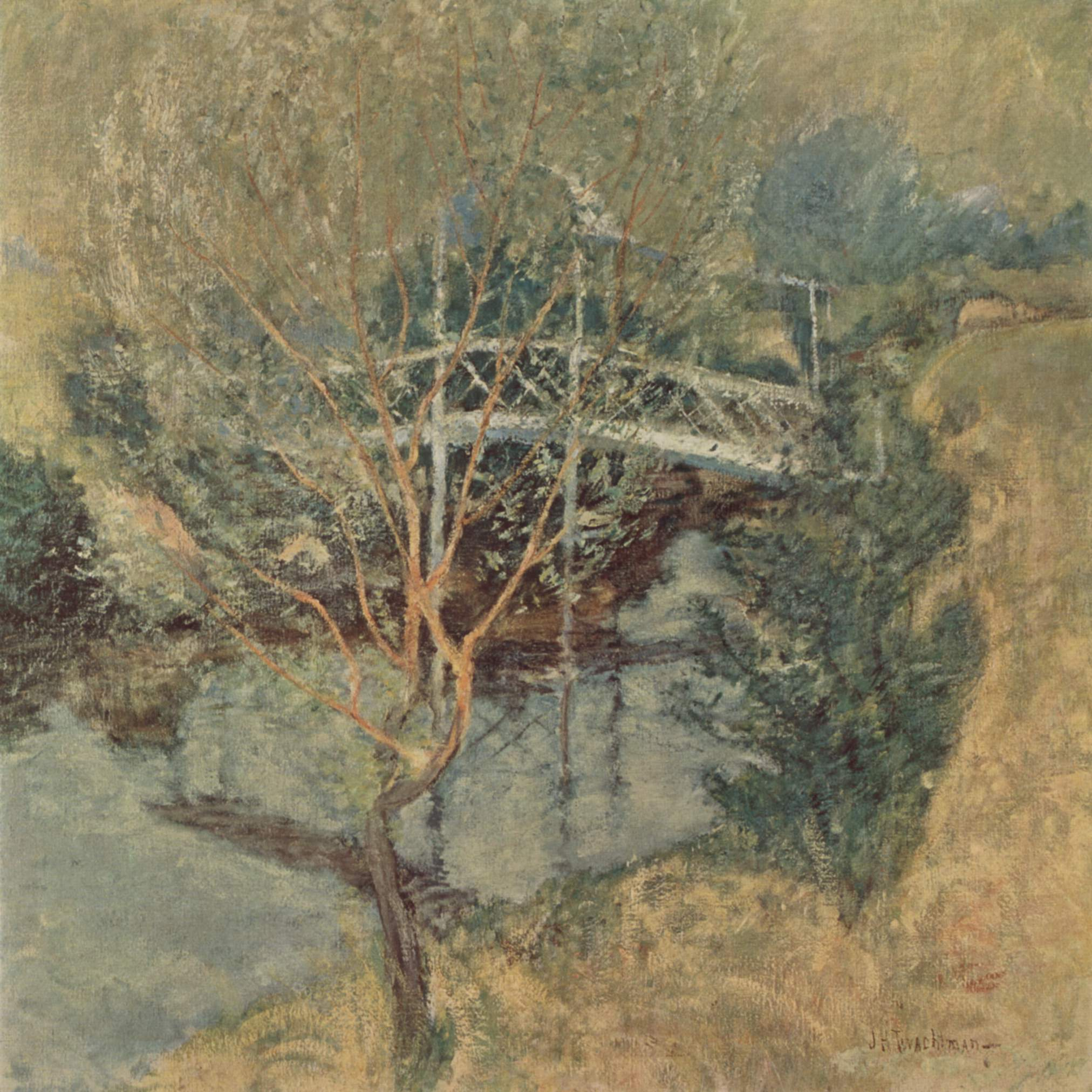
John H. Twachtman: A fehér híd, c. 1895; Minneapolis Institute of Arts
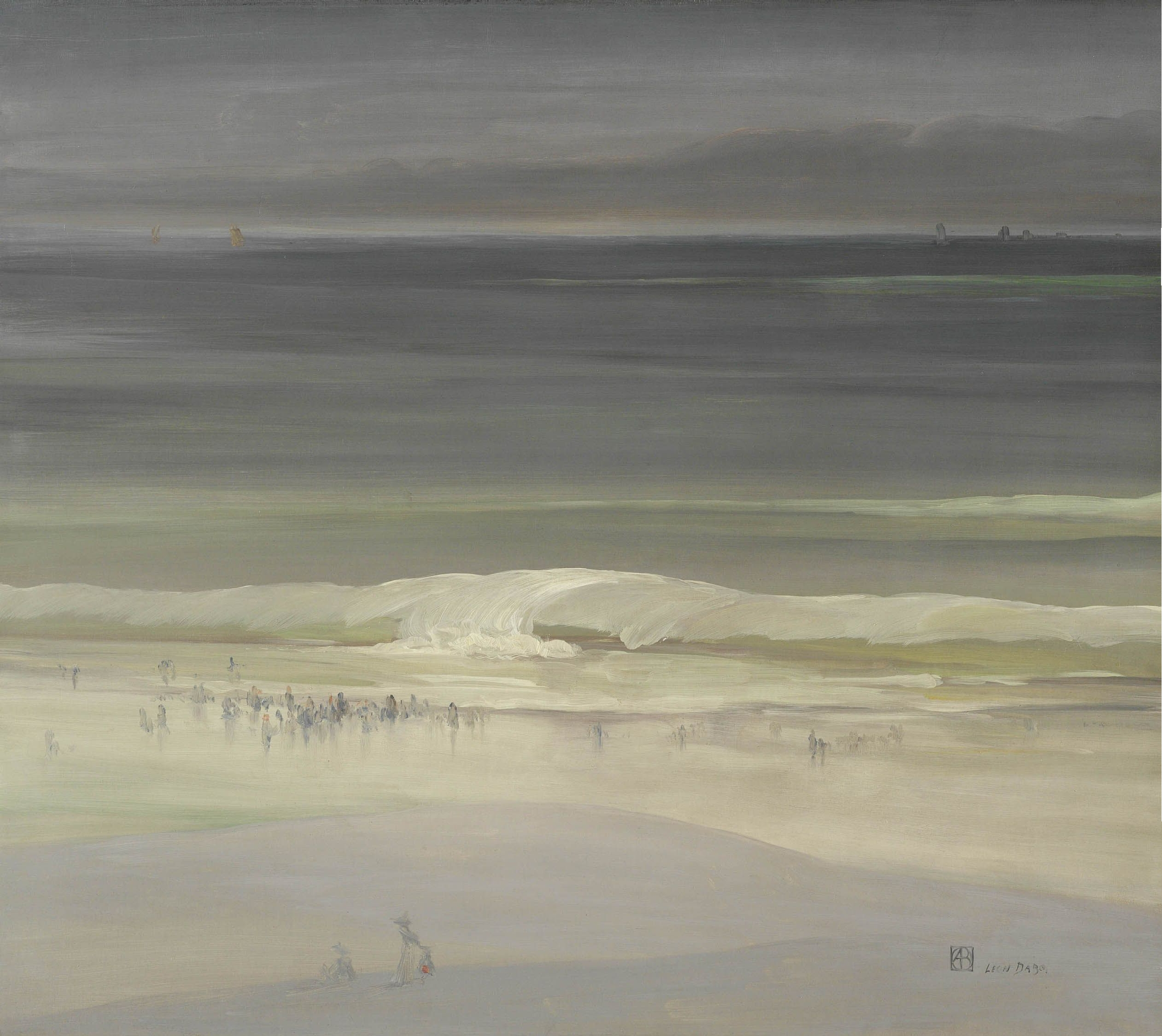
Leon Dabo: Tengerpart, c. 1900; olajfestmény; 76.8 x 86.4 cm
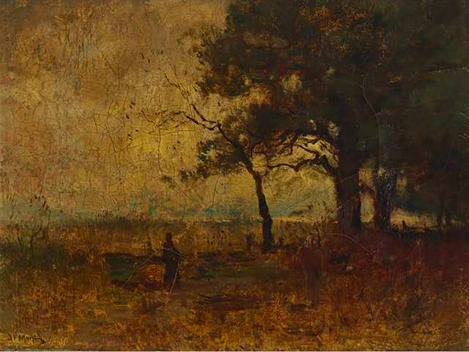
John Francis Murphy: Merengető New York-i táj, c. 1900

## További információ
- Diana Dimodica Sweet, Robert R. Preato, William H. Gerdts: Tonalism - An American Experience. Grand Central Art Galleries, 1982.
- Ralph Sessions: The Poetic Vision: American Tonalism. Ira Spanierman Gallery, 2005, ISBN 0-945936-74-5.
- David Adams Cleveland: Intimate Landscapes: Charles Warren Eaton And The Tonalist Movement In American Art, 1880–1920. De Menil Gallery, 2004, ISBN 0-9760374-0-8.
- Kevin J. Avery, Diane Pietrucha Fischer: American Tonalism: Selections from the Metropolitan Museum of Art and the Montclair Art Museum. The Montclair Art Museum, 1999, ISBN 0-936489-58-8.
- Wanda M. Corn: Color of Mood: American Tonalism, 1880–1910. M. H. de Young Memorial Museum, 1972.